# Spilosoma moltrechti
Spilosoma moltrechti är en fjärilsart som beskrevs av Miyake. Spilosoma moltrechti ingår i släktet Spilosoma och familjen björnspinnare. Inga underarter finns listade i Catalogue of Life.